# 伯德特 (紐約州)
伯德特（英語：Burdett）是位於美國紐約州斯凱勒縣的村。

## 人口
根據2020年美國人口普查的數據，伯德特的面積為2.49平方千米，皆為陸地。當地共有人口331人，而人口密度為每平方千米133人。